# Sprawa inżyniera Pojdy
Sprawa inżyniera Pojdy – polski film obyczajowy z 1977 roku w reżyserii Janusza Kidawy.

## Fabuła
Akcja filmu rozgrywa się w dwóch planach:
1 plan: rozprawa przed komisją dyscyplinarną. Oskarżonym jest inżynier kopalni, któremu sąd stawia zarzut niedopilnowania obowiązków, co skutkowało pożarem.
2 plan: reporter telewizyjny przysłuchujący się tej sprawie sądzi, że istnieją dowody, które mogą odciążyć Pojdę.

## Obsada
- Jan Bógdoł - Stefan Pojda
- Dagmara Bilińska - żona Pojdy
- Paweł Galia - inżynier Zdzisław Migdoł
- Maciej Woźniakiewicz
- Czesław Magnowski - woźny na procesie
- Janusz Kidawa - przewodniczący komisji dyscyplinarnej
- Tadeusz Sznuk - dziennikarz telewizyjny
- Andrzej Skąpski - bezczynny robotnik